# Зейдплас
Зейдплас (англ. Zuidplas) — муніципалітет у Нідерландах, розташований у провінції Південна Голландія. Був заснований 1 січня 2010 року шляхом приєднання Мордрехт, Нюеркерк-ан-ден-Ейссел і Зевенгейзен-Муркапелле (об'єднання сел Зевенгейзен і Муркапелле). Станом на серпень 2017 року його населення становило 41 753 особи.

## Видатні особи

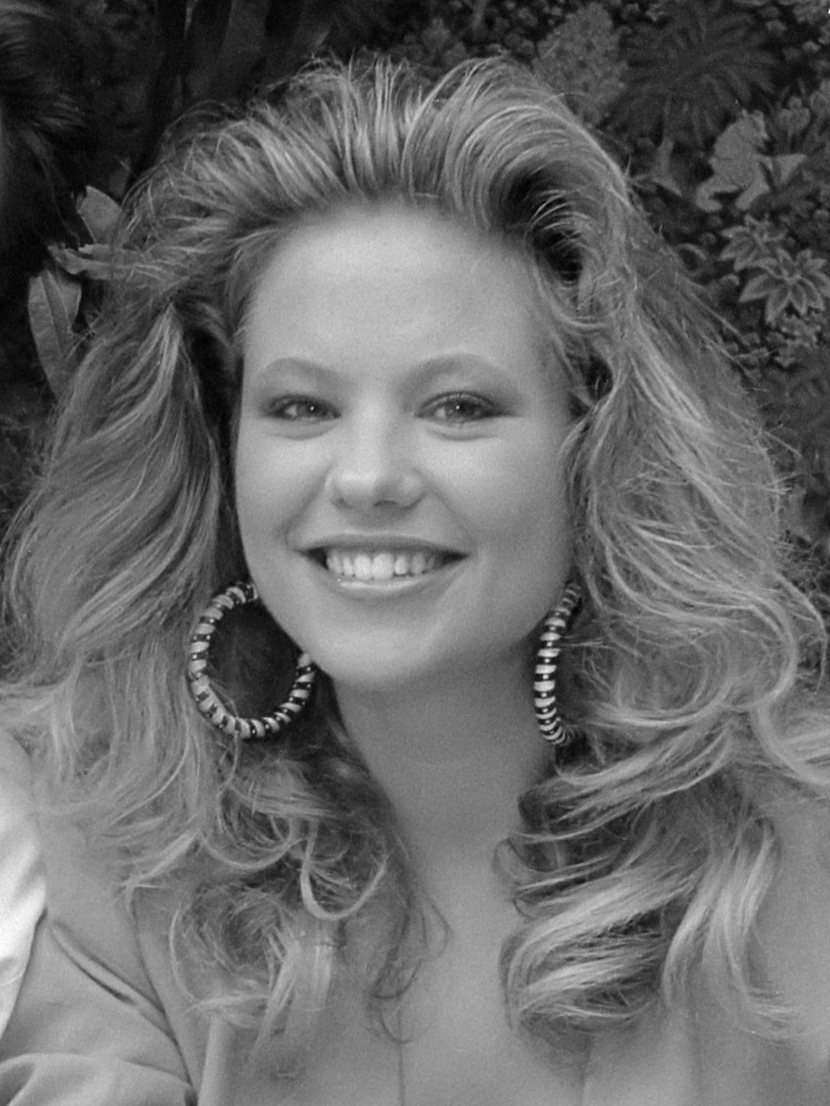
Анжела Віссер, 1989 рік

- Клаес Міхельш Бонтенбал (1575–1623) Секретар Зевенгейзена та змовник
- Лія ван Рейн (нар. 1953) кераміст і скульптор
- Ар’є Слоб (нар. 1961) політик і вчитель історії
- Анджела Віссер (нар. 1966) актриса, модель і королева краси, Міс Всесвіт 1989[3]
- Ганс Шпекман (нар. 1966) політик
- Дірк Брюйненберг (нар. 1968) музикант, колишній барабанщик металевих і пауер-метал гуртів
- Тамара ван Арк (нар. 1974) політик і міністр

### Спорт

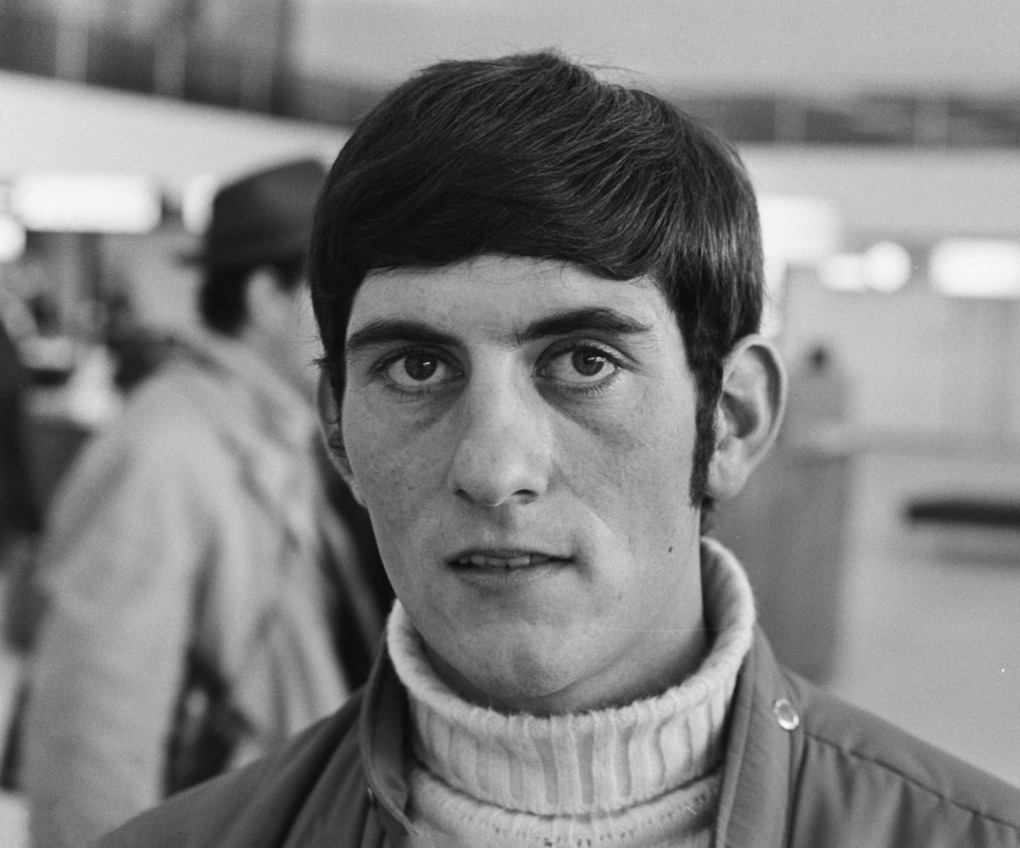
Ян Базен, 1970 рік

- Ян Базен (нар. 1948) колишній ковзаняр, брав участь у Зимових Олімпійських іграх 1976 року
- Брехт Роденбург (нар. 1967) волейболіст, командний золотий призер літніх Олімпійських ігор 1996 року
- Сьорт Брінк (нар. 1981) професійний гравець у бридж
- Ларс Елгерсма (нар. 1983) ковзаняр на короткі та середні дистанції
- Рональд Гертог (нар. 1989) спортсмен з ампутацією та паралімпійський метальник списа, прапороносець на літніх Паралімпійських іграх 2012 року
- Раймонд Кредер (нар. 1989) професійний шосейний велогонщик
- Бастіан Лієсен (1990 р.н.) плавець, учасник літніх Олімпійських ігор 2012 р.
- Мемфіс Депай (нар. 1994) професійний футболіст, понад 200 матчів за клуб